# Psicología precientífica
La psicología, desde sus orígenes, se confunde con la filosofía, ya que esta última es considerada como la madre de todas las ciencias y durante muchos siglos atrás concentró todo el saber humano.
Son todos los estudios anteriores a su surgimiento como ciencia que fueron dando, tras prueba y error, solidez y coherencia a su definición. Esta consistía en el estudio del alma y la carne como parte de la filosofía.
A partir de la filosofía fueron surgiendo las demás ciencias, y algunas de ellas se desprendieron más rápidamente que otras del tronco madre. Hasta el siglo XIX, la psicología era considerada como una rama de la filosofía que se ocupaba del estudio del alma. Toda la psicología vigente hasta el año 1879 fue llamada pre científica.
En el período clásico, desde la antigüedad hasta la Edad Media, el hombre era entendido como parte del cosmos dotado del razón, marcando la diferencia entre alma y cuerpo.  El alma era considera para todos, ya sean objetos o materiales sin vida. Aristóteles estableció que el alma tenía como función elaborar, a través de los conceptos y la memoria, la información captada por los sentidos y que existían tres tipos de psique: vegetativa, sensitiva y racional, siendo el ser humano el único ser viviente capaz de disfrutar de las tres.
Varios siglos después, René Descartes (Francia, 1596-1650) estableció que no debía estudiarse el alma, sino la conciencia y propuso a la razón como vía para el conocimiento a partir de la premisa: "Pienso, luego existo".
En los siglos XVII y XVIII, los empiristas británicos, entre ellos John Locke y David Hume, comenzaron a estudiar funciones cognitivas, sensaciones y mecanismo mentales de asociación de ideas. Para hacerlo, aislaban los elementos más simples del conocimiento que los llevarían a comprender cómo, luego, la mente los sintetizaba en ideas complejas.